# Folke Lind
Folke Lind (Göteborg, 4 aprile 1913 – Göteborg, 6 febbraio 2001) è stato un calciatore svedese, di ruolo centrocampista.